# عبدالرحمن بن ابی‌لیلی
عبدالرحمن بن ابی‌لیلی انصاری (۱۷ ه‍.ق - ۸۳ ه‍. ق) از راویان حدیث و از تابعین بود. در روزگار خلافت عمر بن خطاب به دنیا آمد؛ و تعدادی از صحابه محمد را دیده و از آنان قرآن و حدیث شنیده‌است. پس از قتل عثمان، همراه با علی بن ابی‌طالب بود و ساکن کوفه شد و همراه با او در نبرد نهروان شرکت داشت. به‌گفتهٔ ابن خلکان در نبرد جمل حامل پرچم علی بن ابی‌طالب بود. گفته می‌شود حجاج بن یوسف به او منصب قضاوت داد، اما بعد او را عزل کرد و به‌خاطر مصاحبت با علی بن ابی‌طالب به‌شدت مجروح و مجبور به دشنام‌دادن به علی بن ابی‌طالب کرد. در زمان شورش عبدالرحمن بن محمد بن اشعث علیه حجاج، همراه او بود و کشته شد یا در رود دجیل در واقعهٔ جماجم در سال ۸۳ ه‍.ق غرق شد.